# الکسی پترویچ یرمولوف
الکسی پترویچ یرمولوف یا ارمولوف (به روسی: Алексей Петрович Ермолов؛ ۴ ژوئن [سبک قدیمی: ۲۴ مه] ۱۷۷۷ – ۲۳ آوریل [سبک قدیمی: ۱۱ آوریل] ۱۸۶۱) یک ژنرال امپراتوری روسیه در قرن نوزدهم بود که فرماندهی نیروهای روسیه در جنگ قفقاز را بر عهده داشت. او در تمام لشکرکشی‌های روسیه علیه فرانسوی‌ها به‌جز لشکرکشی‌های ۱۷۹۹ الکساندر سووروف در شمال ایتالیا و سوئیس خدمت کرد. در این مدت او به توطئه علیه پل اول متهم و به تبعید محکوم شد. دو سال بعد توسط الکساندر I. یرمولوف مورد عفو قرار گرفت و به خدمت بازگردانده شد. پس از آن او فتح قفقاز توسط روسیه را رهبری کرد و نقشی کلیدی در نسل‌کشی چرکس‌ها ایفا کرد.